# روبرتو ماتات
روبرتو ماتات (انگلیسی: Roberto Matute؛ زادهٔ ۲۶ اوت ۱۹۷۲) بازیکن فوتبال اهل اسپانیا است.
از باشگاه‌هایی که در آن بازی کرده‌است می‌توان به باشگاه فوتبال بلننسس، باشگاه فوتبال داندی، و گروه ورزشی شاوش اشاره کرد.